# Хермафродит (митологија)
Хермафродит (грч. Ἑρμαφρόδιτος - Hermaphróditos) је био дете Афродите и Хермеса. Био је двополно створење са женским грудима, дугачком косом и мушком грађом. Афродита је провела ноћ са Хермесом, након што је он признао да је воли, кад је била ухваћена у мрежу са Аресом.
Хермафродит је добио име комбинацијом имена оба родитеља. Родио се на малоазијској планини Иди (данас Турска). Тамо су га у пећинама неговале водене нимфе - најаде. Када је напунио петнаест година одлучио је да путује и истражује непознате земље. Путујући негде по Ликији и Карији, наишао је на реку у којој је живела нимфа Салмакида. Она је, за разлику од осталих нимфи волела да бере цвеће, уместо да иде у лов. Чим је угледала Хермафродита, одмах се заљубила у њега, али ју је он одбио. Помиривиши се са тим, она се окренула и отишла. Мало после тога, Хермафродит помисливши да је остао сам, ушао је у воду и почео да плива. Тада се Салмакида појавила поново и потпуно га обрлатила, покушавајући да га љуби и грли, а што се он више опирао, то се она више привијала уз њега и молила богове да се њих двоје више никад не раздвоје. Богови су јој услишили молбу и претворили Хермафродита у двополно биће, тако што се Салмакида упила у његово тело. Отада, сваког ко би се окупао на том извору сналазила би иста судбина.
На грчким вазама Хермафродит се обично приказује као крилата млада особа са мушким и женским атрибутима: најчешће женским бутинама, грудима, дугом косом, и мушким гениталијама.